# Hugo Schmeisser
Hugo Schmeisser (24 de setembro de 1884 — 12 de setembro de 1953) foi um dos mais famosos desenhadores de armas de infantaria do século XX. Quase todas as armas subsequentes dependem fortemente nas invenções por ele desenvolvidas.
A vida e o trabalho de Hugo Schmeisser teve maior parte lugar na cidade de fabricação de armas da cidade de Suhl, Alemanha. O pai de Hugo Schmeisser, Louis Schmeisser (1848-1917), foi um dos mais famosos desenhadores de armas na Europa.
Por duas vezes no século XX, as armas desenvolvidas por Hugo Schmeisser alteraram séculos de táticas de infantaria fundamentais. Tais desenvolvimentos colocaram a Alemanha na direção do seu desenvolvimento de estratégias militares e de tecnologias disponíveis durante as guerras.

## Primeira Guerra Mundial
Hugo Schmeisser recebeu o seu treino fundamental enquanto trabalhou na fabricante alemã Bergmann MP 18, onde as submetralhadoras de 7,63 mm e 9 mm estavam a ser desenvolvidas. Este ficou em Suhl durante a Primeira Guerra Mundial devido à sua importante experiência sob a tecnologia de metralhadoras.
Depois anos após o início da guerra, a guerra das trincheiras se tinha solidificado na frente Leste. Utilizar apenas o fuzil ou armas leves em ataques contra trincheiras parecia praticamente impossível. Ataques de artilharia e de baioneta conduziam a demasiadas baixas em ambos os lados da frente. Entre 1917 e 1918, Hugo Schmeisser desenvolveu uma arma automática com um alcance prático de 200 m. Estas armas, as MP 18, cedo se tornaram no armamento básico dos grupos de combate, que em Março de 1918 passaram a frente durante a Operação "Michael".
Estas tropas, exclusivamente equipadas com submetralhadoras, granadas de mão, e pistolas, passaram a frente e continuaram a atacar o inimigo numa ofensiva total. Estas táticas de infantaria ofensivas originaram as táticas de combate de tanques utilizadas durante a Segunda Guerra Mundial.

## Segunda Guerra Mundial
Os regulamentos de produção do Tratado de Versalhes (28 de Junho de 1919) proibiam a Alemanha de desenvolver armas automáticas. Como tal os Schmeissers venderam as licenças de produção das suas invenções a fabricantes de armas estrangeiros, terminando assim os 30 anos de cooperação entre os Schmeissers e a Bergmann. Contudo Schmeisser decidiu continuar o seu trabalho no desenvolvimento de armas. Em conjunto com o seu irmão Hans, Hugo criou a  "Industriewerk Auhammer Koch und Co"  em Suhl. Desafiando o tratado continuando a produção de armas proibidas. No mesmo ano, a empresa dos Schmeissers começa uma parceria de 20 anos com a Haenel Co. em Suhl.
No Verão de 1922, Hugo Schmeisser criou uma segunda empresa com o nome de "Irmãos Schmeisser", de modo a proteger as suas patentes caso a Auhammer fosse à falência.
De modo a evitar que ambas as empresas, Auhammer e Haenel, fossem à falência, uniram-se, ficando a administração da Haenel com a responsabilidade completa da empresa. Os advogados de Schmeisser que trataram do negócio tornaram-se acionistas da nova empresa.
Tornou-se óbvio que o Tratado de Versalhes não teria qualquer efeito sob o desenvolvimento de armas automáticas. Em 1928 Schmeisser produziu mais armas MP-28, que eram utilizadas intensivamente pela polícia Alemã. A Bayard assinou um acordo com Schmeisser, para produzir e vender armas à África do Sul, China, Espanha, e ao Japão.
Em 1933, com o partido Nazista a chegar ao poder, 10 grandes empresas de armas em Suhl e Zella Mehlis uniram-se sob o nome de "União dos Fabricantes de Armamento Suhl-Zella Mehlis".
Esta união permitou Schmeisser conhecer e mais tarde se tornar amigo do famoso aviador Ernst Udet (1896 - 1941). Udet era um deputado de Goering da força aérea Alemã Luftwaffe.
Hugo Schmeisser tinha um papel directo nas decisões militares alemãs, até influenciando por vezes as decisões de Hitler e de Goering.
Hugo Schmeisser estava constantemente a revisar as suas armas, conduzindo ao desenvolvimento da MP-34 a MP-36. O chefe desenhador, Heinrich Vollmer, verificou a construção básica da MP-36 de Schmeisser e desenvolveu a partir dessa a mais bem conhecida submetralhadora alemã, a MP-38 e a MP-40.
O trabalho mais importante de Hugo Schmeisser estavam em desenvolvimento desde de 1938. Esta nova arma automática, com um calibre de 7,92 mm., fez com que a MP38 e a MP40 fossem fracas em comparação. O seu design também permitia a utilização inteligente de recursos e uma maior produção. Batizado de Mkb 42, mas tarde recebeu a designação de MP-43, e tornou-se o primeiro Fuzil de assalto. Por volta de 1943, 10 mil unidades já tinham sido produzidas para a frente. Por um curto período de tempo, Hitler parou a produção, visto que ele por motivos misteriosos era contra esta nova arma.
Em 1944, após teste por parte dos tropas, verificada a excelência da nova arma, Hitler permitiu a produção maciça da MP-43, tal como o desenvolvimento de uma nova MP-44. Em Abril de 1944 a nova arma recebeu a designação de "Sturmgewehr 44" (Fuzil Tempestade 44). A Stg44 é considerada o trabalho mais revolucionário de Schmeisser e possivelmente a mais importante arma desenvolvida do século.
A 3 de Abril, 1945, as tropas americanas começaram a ocupar a cidade de Suhl. E a fabricação de armas foi proibida completamente durante este tempo. Hugo Schmeisser e seu irmão Hans foram interrogados durante semanas por especialistas de armas americanos e britânicos. No final de Junho de 1945, as forças americanas deixaram Suhl e todo o Thuringia. Um mês mais tarde, o exército vermelho tomou o controlo sobre a área, começando um projeto de trabalhos em que civis manufaturariam armas para os sovietes. Em agosto de 1945, o exército vermelho tinha criado 50 Stg 44s das peças existentes do conjunto, e tinha começado a inspecionar seu projeto. 10.785 folhas de projetos técnicos foram confiscados pelos soviéticos como parte de sua pesquisa. Em outubro de 1945, Hugo Schmeisser foi forçado a trabalhar para o exército vermelho e instruído a continuar o desenvolvimento de armas novas. O talento de Schmeisser continuou a auxiliar o exército vermelho, e, junto com outros desenhadores das armas e suas famílias, foi enviado para a URSS. Em 24 de outubro de 1946, os especialistas alemães montaram um trem para Izhevsk nas montanhas do sul de Ural. Após a chegada de Hugo Schmeisser em Izhevsk, os sovietes começaram o desenvolvimento de armas novas e etapas da produção de AK-47s. O trabalho de Hugo Schmeisser quando no exército vermelho em Izhevsk (1946-1952) foi encoberto na escuridão. Pouco é sabido de sua vida durante este período, até 1952 em que outros especialistas alemães retornaram para casa na Alemanha. Com observação curta, sua estada na união soviética era prolongada além daquela dos outros especialistas da arma por um meio ano. Retornou finalmente para casa em 9 de junho de 1952. Hugo Schmeisser morreu em 12 de setembro de 1953, e foi enterrado em Suhl.
Embora o nome de Hugo Schmeisser seja conhecido internacionalmente, é desconhecido pela maioria dos alemães. A morte de Hugo Schmeisser foi honrada por uma cerimônia em Suhl, como é reconhecido como um dos desenhadores técnicos mais importantes de armas da infantaria do século XX.